# 新埃伦顿 (南卡罗来纳州)
新埃伦顿（英文：New Ellenton），是美国南卡罗来纳州下属的一座城市。城市类型是“City”。其面积大约为8.58平方英里（22.22平方公里）。根据2010年美国人口普查，该市有人口2,052人，人口密度约为每平方 英里239.22人（约合每平方公里92.37人）。